# 朝潮 (白雲型駆逐艦)
朝潮（あさしお / あさしほ）は、大日本帝国海軍の駆逐艦で、白雲型駆逐艦の2番艦である。同名艦に朝潮型駆逐艦の「朝潮」があるため、こちらは「朝潮 (初代)」や「朝潮I」などと表記される。

## 艦歴
当初の艦名は第十六号駆逐艦。1902年1月10日に進水し「朝潮」と命名。同年5月4日、イギリスのソーニクロフト社で竣工、軍艦に編入され駆逐艦に類別。同年7月7日、日本へ回航。同年11月20日、横須賀に到着。
1904年、日露戦争が勃発した際には第1艦隊第1駆逐隊に所属していた。旅順口攻撃、黄海海戦に参加。同年8月12日、僚艦霞とともに芝罘でロシア駆逐艦「レシーテリヌィ」（後に「山彦」へ改名）を捕獲した。1905年の日本海海戦では第2艦隊第4駆逐隊に所属して参加した。
1905年12月12日駆逐艦に種別変更。
1912年8月28日三等駆逐艦。
1914年、青島の戦いに参加。

### 掃海艇
1922年4月1日駆逐艦籍を除かれ(除籍)、特務艇籍へ編入され二等掃海艇に類別された。

### 標的船
1923年4月1日、雑役船（標的船）に編入。
1925年1月9日呉鎮守府が廃船を上申、4月11日に廃船認許、
5月2日に廃船とされた。
5月20日に船体は呉海軍港務部から呉海軍工廠へ引き渡し、
翌1926年(大正15年)4月5日に23,000円で売却された。

## 艦長
※『日本海軍史』第9巻・第10巻の「将官履歴」及び『官報』に基づく。
回航委員長
- 堀内権三郎 少佐：1901年9月10日 - 1902年1月23日

艦長
- 堀内権三郎 少佐：1902年1月23日 - 1903年2月7日
- 松永光敬 少佐：1903年2月7日 -
- 南里団一 少佐：1904年9月11日 - 1905年8月5日

駆逐艦長
- 別府友次郎 少佐：1905年12月12日 - 1906年3月14日
- 柴内豪吉 大尉：1906年3月14日 - 4月1日
- （兼）中原弥平 大尉：1906年4月1日 - 4月23日
- 岡田雄三 大尉：1906年4月23日 - 1908年2月1日
- 山本泰洋 大尉：1908年2月1日 - 11月20日
- 荒城二郎 大尉：1908年11月20日 - 12月14日
- （兼）副島慶一 大尉：1908年12月14日 - 12月23日
- （兼）秋吉照一 大尉：1908年12月23日 - 1909年2月20日
- （兼）山中義勇 大尉：1909年2月20日 - 12月1日
- 太田浄信 大尉：1909年12月1日 - 1910年12月17日
- （兼）荒城二郎 大尉：1910年12月17日 - 1911年4月28日
- 及川古志郎 大尉：1911年4月28日 - 1912年12月1日
- 藤好鉄之助 大尉：1912年12月1日 - 1913年12月1日
- 中川文一 大尉：1913年12月1日 - 不詳
- 宮部光利 少佐：不詳 - 1915年12月13日
- 岩城茂身 大尉：1915年12月13日 - 1916年7月3日
- 菊地豊吉 大尉：1916年7月3日 - 1917年8月11日
- 隈部信夫 大尉：1917年8月11日 - 12月1日[13]
- 成田二郎 大尉：1917年12月1日 - 1918年12月1日
- 中円尾義三 大尉：1918年12月1日 - 1920年12月1日
- 宮崎平 大尉：1920年12月1日[14] -